# Silnice II/480
Silnice II/480 je silnice II. třídy, která vede z Veřovic do Kopřivnice, místní části Lubina. Je dlouhá 10,3 km. Prochází jedním krajem a jedním okresem.

## Vedení silnice

### Moravskoslezský kraj, okres Nový Jičín
- Veřovice (křiž. II/483)
- Ženklava
- Štramberk
- Kopřivnice (křiž. II/482)
- Lubina (křiž. I/58, III/4824)